# Propiophénone
La propiophénone ou benzoyléthane (BzEt) est un composé aromatique de la famille des phénones, de formule brute C9H10O.C'est un intermédiaire dans la préparation d'autres composés.

## Propriétés
C'est un liquide incolore, quasiment insoluble dans l'eau, mais miscible dans les solvants organiques. Elle est légèrement inflammable (point d'éclair de 99 °C coupelle fermée). Elle possède une odeur florale, sucrée, rappelant l'acétophénone (utilisée comme arôme de cerise), et, à faible concentration (<5 ppm), un goût et une odeur rappelant la pastèque.

## Synthèse
La propiophénone peut être préparée par réaction de Friedel-Crafts entre le benzène et le chlorure de propanoyle ou par acétylation de Friedel-Crafts entre le benzène et l'anhydride acétique. Elle est également préparée commercialement par cétonisation de l'acide benzoïque et de l'acide propanoïque sur de l'acétate de calcium et de l'alumine vers 450–550 °C :
C6H5CO2H + CH3CH2CO2H → C6H5C(O)CH2CH3 + CO2 + H2O
Ludwig Claisen a découvert que l'α-méthoxystyrène chauffé pendant une heure à 300 °C forme ce produit (rendement de 65 %),.
La propiophénone est un produit secondaire du procédé Hock de production du phénol à partir du cumène (isopropylbenzène) ; elle peut ainsi être isolée des résidus du procédé.
Enfin, la propiophénone peut être produite par oxydation de l'éthylbenzène par l'air ou le dioxygène à 130 °C et 0,5 MPa. Cette réaction est catalysée par des sels de cobalt ou de manganèse de l'acide naphténique ou d'acides gras.

## Utilisations
La propiophénone est un intermédiaire dans la synthèse de composés pharmaceutiques et autres composés organiques,. Avec son odeur florale douce, elle est également le composant de certains parfums.